# Atrave
Atrave (llamada oficialmente A Trabe) es un lugar situado en la parroquia de Berrande, del municipio español de Villardevós, en la provincia de Orense, Galicia.

## Historia
En este lugar se encuentra una de las estaciones meteorológicas de MeteoGalicia.

## Demografía
| Gráfica de evolución demográfica de Atrave entre 2000 y 2023 |
|                                                              |
| Datos según el nomenclátor publicado por el INE.             |